# 天野敏樹
天野 敏樹（あまの としき、1914年（大正3年）4月18日 - 2007年（平成19年）10月27日）は、昭和時代の政治家。福岡県宗像市長。

## 経歴
福岡県出身。1932年（昭和7年）福岡県立宗像中学校中退。
1950年（昭和25年）宗像町南郷農業協同組合理事、1954年、宗像町農業委員、1963年、同町議会議員に就任。
1976年（昭和51年）宗像町長に当選。市制施行に伴い、1981年（昭和56年）初代市長となった。3期務め、1988年（昭和63年）引退した。
2007年（平成19年）10月27日死去、93歳。死没日をもって従五位に叙される。

## 栄典
勲章等
- 1989年（平成元年） - 勲四等瑞宝章[1]
- 2007年（平成19年） - 従五位